# My Life (Iris DeMent)
My Life è il secondo album pubblicato dalla cantautrice Iris DeMent. Pubblicato nel 1994 con l'etichetta Warner Bros., ha raggiunto la posizione numero 16 nella classifica Billboard Heatseekers.
L'album è stato dedicato a suo padre, Patric Shaw DeMent, morto nel 1992.
Spin ha classificato My Life come il terzo miglior album del 1994. Scrivendo su Spin, Eric Weisbard ha descritto l'album come "... una gentilezza infrangibile come una moderna epifania sui valori rurali".
L'album è stato nominato per il Grammy Award per il miglior album folk contemporaneo alla 37ª edizione dei Grammy Awards.

## Tracce

### Lato A
1. Sweet Is the Melody – 3:41
2. You've Done Nothing Wrong – 4:22
3. Calling for You – 3:18
4. Childhood Memories – 4:38
5. No Time to Cry – 6:49

### Lato B
1. Troublesome Waters – 5:15 (Maybelle Carter, Ezra J. Carter, Dixie Deen)
2. Mom and Dad's Waltz – 2:37 (Lefty Frizzell)
3. Easy's Gettin' Harder Every Day – 5:01
4. The Shores of Jordan – 3:18
5. My Life – 3:30